# بیلی هریسون (بازیکن فوتبال، زاده ۱۹۰۱)
بیلی هریسون (انگلیسی: Billy Harrison; ۲۶ سپتامبر ۱۹۰۱ – ۱۹۸۴ (۸۲−۸۳ سال)) بازیکن فوتبال بود.
از باشگاه‌هایی که در آن بازی کرده‌است می‌توان به باشگاه فوتبال لانکستر اشاره کرد.